# Uvtjärnen (Grangärde socken, Dalarna, 668005-145242)
Uvtjärnen är en sjö i Ludvika kommun i Dalarna och ingår i Norrströms huvudavrinningsområde.